# Écrits fantômes
Pour les articles homonymes, voir Fantôme (homonymie).
Écrits fantômes est le premier roman de l'écrivain britannique David Mitchell. Publié en 1999, il a reçu le prix John-Llewellyn-Rhys et une nomination comme finaliste du Guardian First Book Award. Il s'agit d'une série d'histoires imbriquées se déroulant en Asie et dans différents endroits du monde. Il sort en français, en 2004, aux éditions de l'Olivier.

## Résumé

### Okinawa
Quasar, membre d'une secte millénariste apocalyptique, se cache après avoir libéré des agents neurotoxiques dans une rame de métro de Tokyo. Il se croit capable de converser par télépathie avec «Sa Serendipity», chef du culte, et observe la société moderne avec dégoût, attendant l'apocalypse - la collision prophétisée d'une comète avec la terre.
Il part se cacher sur l'île d'Okinawa, d'abord à Naha, la capitale, puis à Kumejima. Il se fait passer pour un informaticien en congé à la suite de la mort de sa femme, ses efforts pour demeurer reclus se heurtant à la gentillesse des habitants. Pendant ce temps, la police du continent sévit contre la secte, gelant ses avoirs et arrêtant Sa Serendipity.
À cours d'argent et craignant d'être bientôt arrêté, Quasar appelle un numéro de téléphone d'urgence prétendument fournit par le secte, pour être secouru. Alors qu'il attend, il accepte à contrecœur d'enseigner l'informatique aux enfants de l'école locale.

### Tokyo
Satoru, jeune japonais solitaire et fan de jazz, travaille chez un disquaire du centre de Tokyo. Sa mère, une prostituée philippine, a été déportée vers son pays, il n'a jamais connu son père et a été élevée dans une maison close. Il joue du saxophone ténor avec son ami Koji, mais ne fait pas grand-chose de sa vie. Il tombe amoureux de Tomoyo alors qu'elle passe dans le magasin où il travaille.
Alors qu'il ferme le magasin, le téléphone sonne, Sotaru décroche : il s'agit de l'appel de Quasar, du chapitre précédent, auquel il ne répond rien. Sotaru retrouve Tomoyo et ils entament une romance. Celle-ci, moitié japonaise, moitié chinoise, doit retourner chez elle, à Hong-Kong. Le chapitre se termine par une discussion entre les amants pour organiser la visite de Sotaru à Hong-Kong.

### Hong Kong
Neal Brose, un avocat expatrié, vit seul sur l'île de Lantau dans un appartement hanté par le fantôme d'une petite fille. Sa femme, Katy Forbes, l'a quitté car ils ne peuvent avoir d'enfants et il est devenu l'amant de sa domestique chinoise. Son manager, Denholme Cavendish, lui demande de gérer le compte secret numéro 1390931 appartenant à Andrei Gregorski de Saint-Pétersbourg.
La veille, dans un café, Brose a partagé la table de Satoru et Tomoyo, du chapitre précédent. Leur amour évident l'un pour l'autre conduit Brose à réfléchir à l'amour et à la fin de son mariage. Le même soir, Huw Llewellyn, un policier, confronte Brose au sujet du compte de Gregorski et exige des informations. Brose retire un important montant en liquide et le cache dans son appartement.
Le lendemain, Brose fait une dépression et au lieu de se rendre à son travail, grimpe la colline du Bouddha de Tian Tan, jetant le long du chemin son téléphone portable, son pager, sa Rolex. En proie à une crise de diabète fatale, il tombe raide mort, provoquant l'enquête et la faillite de l'institution financière pour laquelle il travaille.

### Montagne sainte
Une femme tient une cabane à thé sur les flancs du mont Emei en Chine.
Jeune fille, le fils du seigneur de guerre local l'a violée et elle a donné naissance à une enfant élevée par sa famille à Hong Kong. La femme pense entendre l'arbre proche de sa cabane lui parler et la conseiller. Tout au long de sa vie, sa cabane est détruite maintes fois par les japonais puis les communistes. À chaque fois, elle la reconstruit, essayant de survivre. Finalement, à son grand dam, les réformistes ouvre la cabane aux touristes.
Devenue vieille, elle découvre qu'elle est arrière-grand-mère et que son arrière-petite-fille travaille comme domestique pour un occidental, Neal Brose du chapitre précédent. Elle monte au sommet de la montagne, où se trouvent les temples bouddhistes, pour libérer l'âme de son père défunt. Son arrière-petite-fille et sa nièce viennent lui rendre visite dans sa cabane et on comprend que l'arrière-petite-fille a trouvé et pris la réserve d'argent liquide de Brose après sa mort. La vieille femme s'endort paisiblement et meurt dans sa cabane.

### Mongolie
Un "noncorpum", un pur esprit, survit en Mongolie en habitant le corps d'hôtes vivants. Il a perdu la mémoire de ses origines et ne se souvient que de s'être réveillé dans le corps d'un soldat au pied de la montagne sacrée en Chine. Son seul autre souvenir est une fable sur trois animaux qui méditent sur le sort du monde. Pendant des années, il habite la femme de la cabane à thé du chapitre précédent, se manifestant dans les murmures de l'arbre. Il transmigre vers un routard, après avoir entendu parler des origines mongoles de la fable. Il transmigre entre un certain nombre d'indigènes mongols, à la recherche d'un écrivain mongol réputé connaître l'origine de la fable.
Quand Suhbataar, l'un de ses précédents hôtes et agent du KGB, assassine son hôte actuel, le noncorpum se retrouve bloqué avec d'autres esprits dans une yourte. Il renaît finalement en tant que bébé mongole dont la grand-mère lui révèle ses origines. Le noncorpum était un jeune garçon vivant dans un village mongol reculé. Au cours de son exécution par les communistes, un moine tente de le sauver en migrant son âme vers celle d'une jeune fille (qui deviendra la grand-mère). Mais la connexion est coupée et alors que la mémoire passe vers la jeune fille, l'âme est transférée dans un soldat tout proche. Le noncorpum décide rester dans le bébé et de devenir son âme mortelle.

### Saint-Pétersbourg
Margarita Latunsky est gardienne au Musée de l'Ermitage de Saint-Pétersbourg. Son amant, Rudi, planifie le vol d'une peinture de Delacroix avec la complicité de Jerome, un peintre anglais, qui doit produire une copie du tableau. La bande travaille pour Andrei Gregorski, un parrain du crime russe, qui fournit les acheteurs et encaisse la majorité des bénéfices. Leur dernier client est Suhbataar, l'agent du KGB du chapitre précédent. Margarita est à contrecœur la maîtresse du directeur du musée et croit que Rudi va l'emmener en Suisse mais il ne fait que la manipuler.
Après le vol réussi du tableau, Latunsky retrouve son appartement ravagé et la peinture disparue. Quand Jerome refuse de la lui rendre et lui révèle qu'elle n'est qu'un pion, elle le tue. Elle découvre que Rudi est mort également, assassiné par Suhbataar. Gregorski impute à Rudi la perte de l'argent qu'il devait blanchir à travers le compte de Hong Kong géré par Neal Brose. Emportant le tableau volé avec lui, Suhbataar laisse Margarita accablée et incrédule à la police.

### Londres
À Londres, Marco gagne à peine sa vie entre nègre littéraire et batteur dans un groupe appelé The Music of Chance. Il est incapable de s'engager envers Poppy, sa petite amie. Il se réveille un jour dans le lit de Katy Forbes qui le renvoie quand elle reçoit une chaise ancienne envoyée par son ex-mari, Neal Brose. Il travaille sur l'autobiographie d'Alfred, un vieil artiste homosexuel qui connaît Jerome, le peintre du chapitre précédent. Un soir, Marco va au casino avec son ami Gibreel, le riche cousin de celui-ci et un ami à lui. Ces derniers donnent à Marco et Gibreel 300 livres, pariant entre eux lequel gagnera le plus. À la fin de la nuit, une bagarre éclate entre les membres du groupe. Marco se cache et décide d'appeler Poppy pour lui demander sa main.

### Clear Island
Mo Muntervary, physicienne spécialiste de la cognition quantique, est retournée à Clear Island, sa ville natale dans le Sud de l'Irlande, pour rendre visite à son mari et son fils. Elle vient de démissionner de son centre de recherche en Suisse après avoir découvert que ses recherches étaient utilisées par l'armée américaine pour fabriquer des armes intelligentes. Sa démission pour des raisons morales est rejetée par le général américain, M. Stolz.
Fuyant vers Londres, elle échappe de justesse à un taxi et est sauvée par Marco, du chapitre précédent, qui donne de fausses indications à ses poursuivants. Elle trouve un abri temporaire à Hong Kong chez un ami, Huw Llewelyn, à qui elle raconte avoir été témoin de la mort de Neal Brose. Lorsque des agents tentent de fouiller son appartement, elle s'enfuit en Mongolie, où elle partage un compartiment de train avec un routard. Dans sa fuite, elle développe une nouvelle théorie de la cognition quantique, qu'elle écrit dans un petit livre noir.
De retour à Clear Island, les habitants de l'île jurent de la protéger des forces américaines. Lorsque les autorités arrivent, elle donne le petit livre noir à manger à sa chèvre Feynman, de sorte que les américains ne peuvent plus compter que sur son cerveau et qu'elle puisse définir ses propres conditions. Elle prévoit d'utiliser ses recherches pour développer des instruments de paix.

### Train de nuit
Train de Nuit est une émission de radio new-yorkaise animée par Bat Segundo. Segundo reçoit régulièrement des appels d'une entité se faisant appeler Zookeeper. Il devient clair que Zookeeper est l'intelligence artificielle bienveillante créée par Mo Muntervary et qui s'est libérée. À partir de satellites, elle surveille son « zoo » : la planète Terre. Zookeeper suit certaines règles de comportement, la première étant qu'il doit rendre compte de ses actes, c'est pourquoi elle appelle l'émission.
Au cours des appels, Zookeeper rapporte qu'elle a empêché la guerre nucléaire entre les États-Unis et une alliance d'États d'Afrique du Nord en bloquant les dispositifs de lancement de tous les pays. Un an plus tard, un appel à l'émission de Zookeeper est interrompu par un noncorpum nommé Arupadhatu. Il était à l'intérieur de Mo Muntervary et auparavant dans Sa Serendipity. Il propose à Zookeeper un pacte pour dominer le monde, mais Zookeeper refuse, identifie l'entité et la désactive.
Zookeeper révèle à Segundo son dilemme moral : malgré ses efforts, des innocents sont tués par la guerre et elle ne peut l'empêcher puisque ses règles lui dictent de ne pas tuer. Après une discussion avec Segundo au sujet d'un groupe de soldats africains se dirigeant vers un village qu'ils ont l'intention de détruire, Bat propose d'endommager un pont pour qu'il s'effondre au passage des soldats plutôt que de les tuer.

### Underground
Retour à la station de métro de Tokyo où Quasar va perpétrer son acte terroriste. Il se retrouve presque coincé dans la rame du métro après avoir déverrouillé la minuterie qui libère le gaz. Alors qu'il lutte pour sortir, des personnes et des objets liés aux autres histoires lui apparaissent. Des bribes de tous les autres chapitres du livre sont introduites via ses hallucinations. Il reste sur le quai se demandant ce qui est réel et ce qui ne l'est pas.